# 中國國貨銀行南京分行舊址
中國國貨銀行舊址是位於中國江蘇省南京市鼓樓區中山路19號的一座建築。這棟建築的設計者是奚福泉，樓高六層，完工於1936年。現在建築物的使用者是中國郵政儲蓄銀行南京市新街口支行。